# Campiglossa femorata
Campiglossa femorata este o specie de muște din genul Campiglossa, familia Tephritidae, descrisă de Wang în anul 1996. Conform Catalogue of Life specia Campiglossa femorata nu are subspecii cunoscute.